# Hymenoplia chevrolati
Hymenoplia chevrolati es un coleóptero de la subfamilia Melolonthinae.

## Distribución geográfica
Habita en la Europa mediterránea continental (España y Francia).